# Chemjo Vinaver
Chemjo Vinaver (geboren am 10. Juli 1900 in Warschau, Russisches Kaiserreich; gestorben am 16. Dezember 1973 in Tel Aviv) war ein polnischer Dirigent, Komponist und Musikwissenschaftler.

## Leben

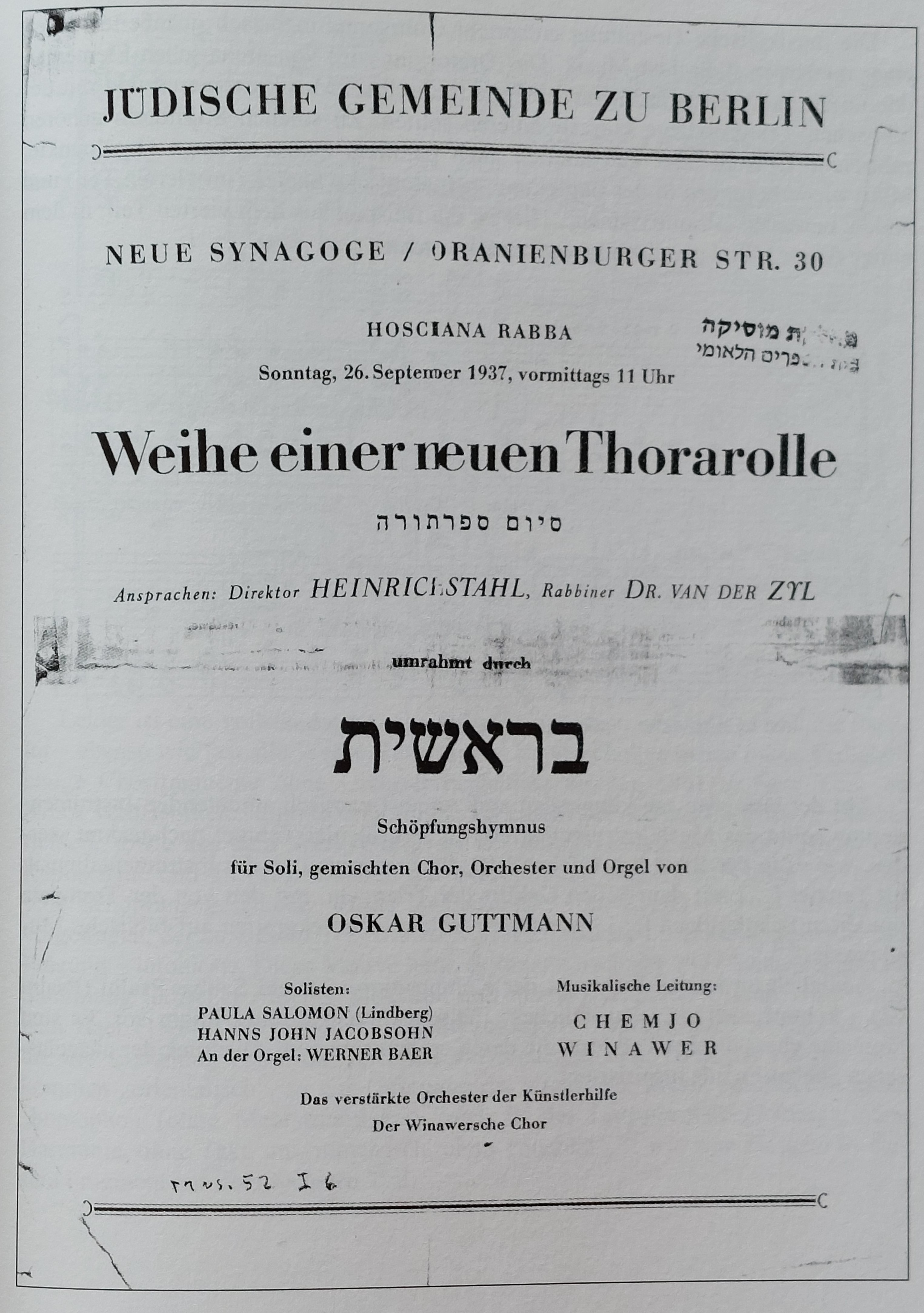
Uraufführung von Oskar Guttmanns B'reschith (1937)

Chemjo (Nehemiah) Vinaver war ein Sohn des David Vinaver und der Rachel Rosenfeld. Er wurde am chassidischen Hof seines Großvaters, Rabbi Isaak von Worka, erzogen, wo er verschiedene chassidische musikalische Traditionen aufnahm. 1916 bis 1920 studierte er in Warschau, anschließend in Berlin Dirigieren und Komposition bei Hugo Rüdel und Siegfried Ochs. In Berlin gründete er den Chor Hanigun zur Verbreitung jüdischer Musik, der in Deutschland sowie Wien, Prag, Jugoslawien und Palästina Tourneen unternahm. Vinaver und sein Chor waren damals eine Ausnahmeerscheinung in der seit dem 19. Jahrhundert stilistisch weitgehend an der Kirchenmusik orientierten jüdischen Chortradition. 1926 bis 1933 war Vinaver leitender Dirigent der Berliner Synagoge „Friedenstempel“ Halensee und nahm 1928–29 mit dem dortigen Chor über 20 liturgische Werke auf (zumeist als „Chemia Winawer“ für das Label Odeon). Außerdem unterrichtete er Musik am Lehrerseminar der 1933 gegründeten Reichsvertretung der deutschen Juden. 1938 emigrierte Vinaver nach New York, wo er ebenfalls jüdische Chöre ins Leben rief. Ab 1952 war er musikalischer Berater in der Kulturabteilung der Amerikanischen Zionistischen Organisation. 1960 ließ er sich in Jerusalem nieder, wo er seine musikwissenschaftlichen Studien weiterführte. Unter seinem Namen wurde an der jüdischen Nationalbibliothek in der Hebräischen Universität Jerusalem ein Archiv errichtet.
Zu seinen Kompositionen gehören The Seventh Day für Kantor und Chor, für den Freitagabendgottesdienst (1946), sowie eine Vertonung von Kol Nidre. Er war Herausgeber verschiedener Sammlungen chassidischer, jiddischer und israelischer Volkslieder und veröffentlichte 1955 eine Anthologie jüdischer Musik, für welche Arnold Schönberg eine Vertonung des Psalms 130 beisteuerte.
Vinaver war der zweite Ehemann der Dichterin Mascha Kaléko. Ihr gemeinsamer Sohn war Steven Vinaver.

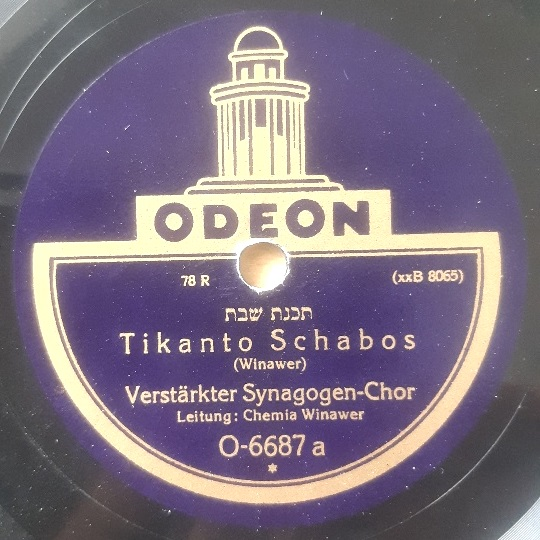
Schallplatte von Chemia Winawer (Berlin 1928)

Heute ist Vinavers Wirken, obwohl er insbesondere in den 1930er-Jahren als einer der wichtigsten deutsch-jüdischen Musiker galt, nur noch wenigen Spezialisten für traditionelle jüdische Musik bekannt.

## Anmerkung
1. ↑  Andere Quellen nennen den 10. Juli 1895 als Geburtsdatum.